# Алиментација
Алиментација је новац који плаћа један од бивших супружника другом, у складу са домаћим законима. Алиментацију не треба мешати са обавезом издржавања детета. Користи се и појам „подршке супружнику”. Може се наредити и пре почетка судског процеса, уколико материјално стање једног од супружника то захтева.